# キャッチボール

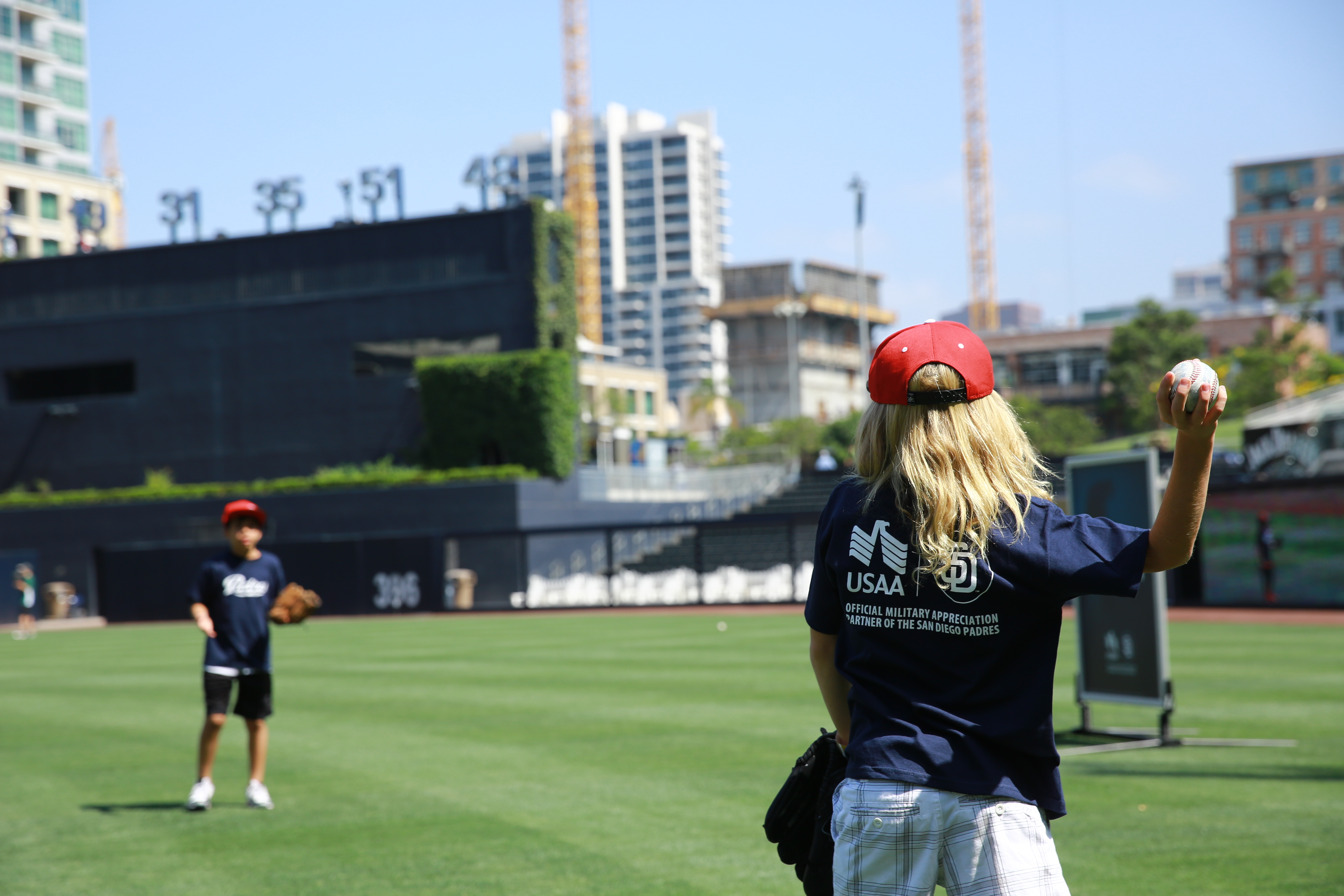
キャッチボールをする少年

キャッチボール（和製英語：catchball、英語: catch, playing catch）は、2人、もしくはそれ以上が相互に投球・捕球（キャッチ）を繰り返す行為である。後述の通り英語では単にcatchと呼ぶ。この行動に「投球」が含まれるが、言葉としては含まれない。

## 概要
キャッチボールは野球・ソフトボールにおいては重要な基礎練習のひとつとされている。実際、プロ野球経験者もキャッチボールの重要性を認識しており、松井秀喜は「キャッチボールにはいろんなものが詰まっている。大事にしてほしいと思う」「きちんと胸に投げているかどうかとか、キャッチボールを見るだけでチームのレベルが分かった」と語り、またイチローはキャッチボールを「技術の確認のひとつ」と位置づけ、強い球や緩い球、さらにはカーブを投げていたという。
一方で、キャッチボールは家族同士の、特に親子のコミュニケーション手段とされることも多く、元プロ野球選手の斉藤和巳は「（キャッチボールは）なかなか家にいない父親との唯一のコミュニケーションでした」、工藤公康は「言葉を交わすことよりも、ボールを投げ合うだけで子供は心が満たされるし、お父さんも子供と関わることが出来る。キャッチボールするだけでコミュニケーションになるのです」と話している。
キャッチボールは相手が投げた球をしっかりと捕球し、さらに相手の捕りやすい球を投げ返すことが重要であるとされる。このことから転じて、「話し相手の言葉をきちんと受け止めた上で、自らも発言しなければならないということを強調した会話のこと」を「言葉のキャッチボール」（あるいは「会話のキャッチボール」）と表現することがある。また、会話が弾むことを「キャッチボールが続く」と表現することもある。
「キャッチボール（catchball）」は和製英語であり、英語では単に"catch"という。また、「キャッチボールをする」は"play catch"という。

## 公園でのキャッチボールの禁止
キャッチボールをすることのできる公共施設は近年少なくなっており、2018年に「公園のチカラLAB」が3つの都市圏にある公園からそれぞれ約100箇所ずつを抽出して行った調査によれば、首都圏 (日本)では野球・サッカーが禁止されている公園が100%であったほか、関西地方でも62%にのぼったという。こうした背景には、都市公園法に基づく条例などで定められている「他の公園利用者の迷惑にならないように利用する」という観点から、管理者側が全ての利用者の安全確保を行わなければない点があるほか、公園に隣接する住人からのクレームを受けて禁止するという例もあるという。

## ゆうボール
従来の硬式ボールと同じデザインで同じように縫い目もありながら、柔らかく安全に作られているキャッチボール専用のボールが「ゆうボール」である。かつては多くの路上や公園で行われていたキャッチボールだが、近年は行為を禁止する公園が増え、キャッチボールを行いたくても場所がなかなか無いという状況となっていた。この状況が、子供たちのコミュニケーション不足や野球離れを引き起こすのでは、と危惧した日本プロ野球選手会が内外ゴムと共同開発を行い、このボールは誕生した。